# Мариуполь (монитор)
«Мариу́поль» — монитор, относящийся к типу «Азов»; один из пяти мониторов этого типа.

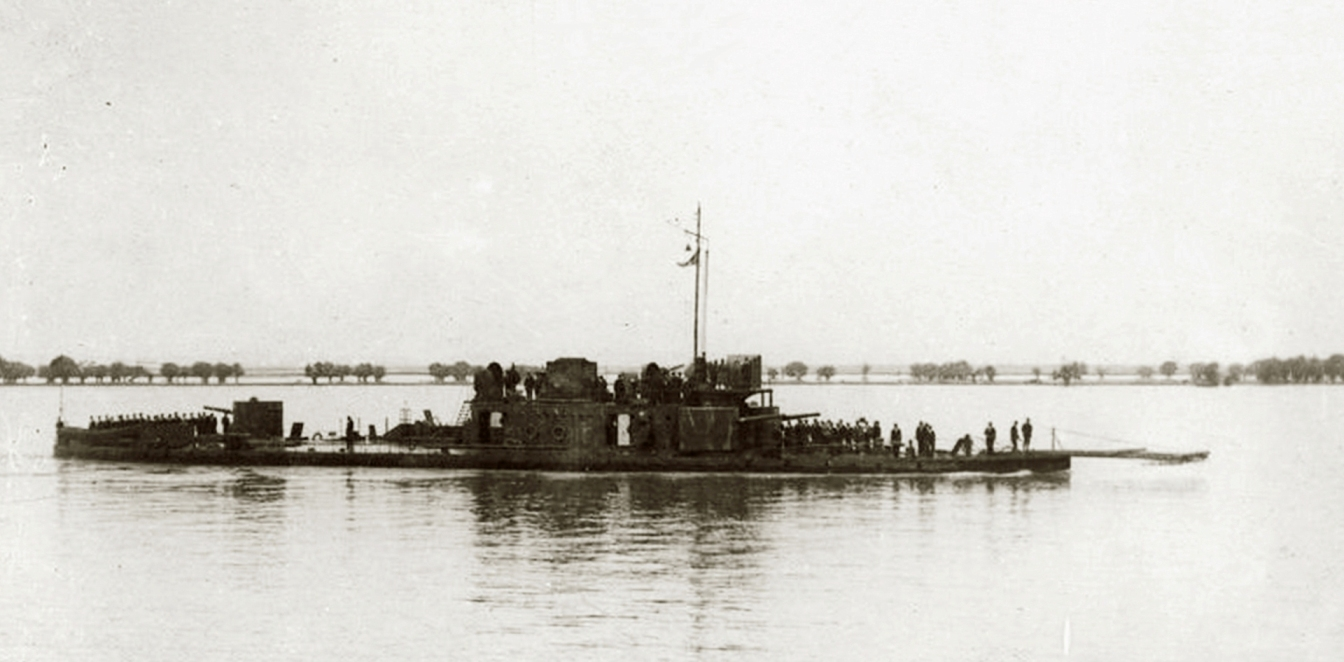
Монитор типа «Alexandru Lachovari». 1917 год

## Строительство
Монитор «Мариуполь» был заложен в 1906 году на судоверфи Stabilimento Tecnico Triestino в Триесте (Австро-Венгрия), после чего секциями перевезён в Галац, где был собран и в 1907 году спущен на воду под именем «Alexandru Lachovari».

## Служба
C 1917 года корабль находился под контролем Австро-Венгрии, а с 1918 по 1920 год — Великобритании. В 1920 году корабль отошёл Румынии.
В 1937—38 годах году был произведён капитальный ремонт и модернизация монитора.

### Вторая мировая война
Монитор участвовал в боях на Дунае в июне 1941 года против советской Дунайской флотилии.
«Alexandru Lachovari», как и другие мониторы, капитулировал 26 августа 1944 года. 1 сентября он пришёл в Измаил в качестве сопровождающего штабное судно румынской дивизии речных кораблей. На следующий день за невыполнение условий капитуляции командир и начальник штаба румынской дивизии были арестованы, а экипаж монитора отправлен в концлагерь. 10 ноября монитор был передан Дунайской военной флотилии, получил новое имя «Мариуполь» и был включён во 2-й дивизион мониторов 2-й Сулинской бригады речных кораблей.
В дальнейшем корабль соприкосновения с противником не имел, а окончание войны встретил в Нови-Саде.

## Технические данные
- Водоизмещение, т:

полное — 750
- Главные размерения, м:

длина наибольшая — 62
ширина наибольшая — 10,5
осадка наибольшая — 1,8
- Высота над ватерлинией, м:

верхней палубы — 0,65
палубы бака — 0,85
палубы юта — 0,5
- Наибольшая скорость хода — 13 узлов[1]
- Дальность плавания

при скорости 9,7 узла (18 км/ч) — 800 миль (1482 км)
при скорости 8 узлов (14,8 км/ч) — 1200 миль (2222 км)
- Бронирование, мм:

главный бортовой пояс — 40
верхняя палуба — 25
боевая рубка — 50
АУ ГК — 75
- Число рулей — 1
- Посты управления рулём: ходовой мостик, боевая рубка
- Главная энергетическая установка

тип — котломашинная
две паровые поршневые машины двойного расширения мощностью по 900 л. с.
главный котёл системы Ярроу, давление пара 18 кг/см², температура 207 °C.
- Движитель — два четырёхлопастных гребных винта
- Топливо — мазут, запас топлива — 52 т.
- Запас воды, т

питьевая — 10
- Время приготовления машин к походу, мин

нормальное — 30
экстренное — 20
- Источник электроэнергии — парогенератора АЕГ мощностью 8 кВт, мотогенератор типа Гономаг мощностью 5 кВт, мотогенератор типа Ганс мощностью 3 кВт.
- Пожарные насосы — Вортингтона, производительность 12 т/ч.
- Водоотливные средства — пять эжекторов производительностью 12 т/ч.

## Экипаж
- Офицеров — 9
- Старшин — 35
- Рядовых — 75

Всего — 119

## Командный состав
- Командир
  - старший лейтенант Смирнов, Михаил Иванович
- Помощник командира
  - капитан-лейтенант Дубов, Николай Фёдорович
- Заместитель командира по политической части
  - старший лейтенант Тверской, Мордух Срулевич
- Командир БЧ-2
  - лейтенант Виноградов, Иван Васильевич
- Командир БЧ-5
  - старший инженер-лейтенант Сорокин, Анатолий Иванович
- Врач
  - старший лейтенант медицинской службы Яровой, Павел Ефимович[2]
  - старший лейтенант медицинской службы Чехлисаев, Андрей Ровазович